# Bad Attitude (álbum)
Bad Attitude es el cuarto álbum de estudio publicado por el cantante estadounidense Meat Loaf en noviembre de 1984 en Europa y en abril de 1985 en los Estados Unidos.

## Lista de canciones
| N.º | Título                                    | Duración |  |
| 1.  | «Bad Attitude» (Dueto con Roger Daltrey)  | 4:44     |  |
| 2.  | «Modern Girl» (Dueto con Clare Torry)     | 4:24     |  |
| 3.  | «Nowhere Fast»                            | 5:12     |  |
| 4.  | «Surf's Up»                               | 4:23     |  |
| 5.  | «Piece of the Action»                     | 4:15     |  |
| 6.  | «Jumpin' the Gun» (Dueto con Zee Carling) | 3:12     |  |
| 7.  | «Cheatin' in Your Dreams»                 | 4:08     |  |
| 8.  | «Don't Leave Your Mark on Me»             | 4:07     |  |
| 9.  | «Sailor to a Siren»                       | 4:40     |  |

## Créditos
- Meat Loaf — voz
- Bob Kulick — guitarras
- Paul Vincent — guitarras (4, 6)
- John Siegler — bajo
- Mo Foster — bajo (5)
- Paul Jacobs — piano, teclados, coros
- Ronnie Asprey — saxo (7)
- Wells Kelly — batería, percusión, coros
- Curt Cress — batería (4)
- Frank Ricotti — percussión (3, 6)
- Roger Daltrey — voz (1)
- Clare Torry — voz (2), coros
- Zee Carling — voz (6)
- Stephanie de Sykes — coros